# Вердерио Инфериоре
Вердерио Инфериоре (итал. Verderio Inferiore) је насеље у Италији у округу Леко, региону Ломбардија.
Према процени из 2011. у насељу је живело 2691 становника. Насеље се налази на надморској висини од 242 м.

## Становништво
| 1931. | 1936. | 1951. | 1961. | 1971. | 1981. | 1991. | 2001. | 2011. |
| ----- | ----- | ----- | ----- | ----- | ----- | ----- | ----- | ----- |
| 1.332 | 1.343 | 1.396 | 1.369 | 1.327 | 1.461 | 1.745 | 2.238 | 2.952 |